# Magnapinna talismani
Magnapinna talismani is een inktvissensoort uit de familie van de Magnapinnidae. De wetenschappelijke naam van de soort werd voor het eerst geldig gepubliceerd in 1906 door Fischer en Joubin als Chiroteuthopsis talismani.